# 韋皇后 (唐中宗)
韋皇后（いこうごう）は、唐の中宗の皇后。京兆府万年県の出身。韋玄貞の娘。しばしば韋后と呼ばれる。

## 生涯
中宗が皇太子となると、妃（継室）となった。嗣聖元年（684年）、中宗が即位すると、皇后に立てられた。
中宗は生母である武則天に対抗すべく、韋后の父である韋玄貞を侍中に任用する計画した。結局中宗は武則天の怒を買い、即位後わずか55日で廃位された。中宗が湖北に流されそれに随行、流刑地に赴く途中で末っ子（安楽公主）を産んだ。また韋氏の家族たちは流刑地で死去した。二人の妹しか残っていない。夫婦は苦難の日々を送ったが二人の仲は良かったという。中宗は何度も自殺しようとしたが、韋氏に止められた。中宗は韋氏に対して「もし後日、私が重ねて天日を見ることができたら、きっとあなたを好きなようにさせて、何の制限も加えません」と誓いを立てた。
聖暦2年（699年）、夫は武則天により召還されて再び立太子された。しかし韋后は度重なる不運に見舞われた。次女の永寿公主が早世した。大足元年（701年）、長男の李重潤と三女の李仙蕙が張易之・張昌宗に関し謀議を行ったとして武則天により死を賜った。
神龍元年（705年）、武則天より譲位されて中宗が復位すると、武三思らと結託し、従兄の韋温とともに朝政を掌握した。景雲元年（710年）には自らの即位を意図し、安楽公主とともに中宗を毒殺、温王李重茂（殤帝）を皇帝に擁立した。しかし間もなく李隆基（玄宗）が政変を起こし、その父である相王李旦（睿宗）が復位した。韋后は殺害され、その身分も庶人に落とされた。

## 子女
- 男子：李重潤（太子）
- 女子：長寧公主、永寿公主（中国語版）、李仙蕙（永泰公主）、李裹児（安楽公主）

## 登場作品
テレビドラマ
- 『則天武后』（1995年）演：郭淑萍
- 『二人の王女』（2012年）演：蒋林静
- 『謀りの後宮』（2013年）演：ホー・ツァイフェイ
- 『武則天 -The Empress-』（2015年）演：席与立